# Apolygus lucorum
Apolygus lucorum är en insektsart som först beskrevs av Meyer-dür 1843.  Apolygus lucorum ingår i släktet Apolygus, och familjen ängsskinnbaggar. Arten är reproducerande i Sverige.